# Durna
Durna (Smolaków Kamień; 979 m n.p.m.) – szczyt górski w Bieszczadach Zachodnich, w Paśmie Łopiennika i Durnej.
Jest trzecią pod względem wysokości kulminacją Pasma Łopiennika i Durnej położoną w jego środkowej części, pomiędzy Łopiennikiem (1069 m n.p.m.) a nienazwanym szczytem 912 m n.p.m. W pobliżu znajduje się kilka zworników. Najważniejszy znajduje się na południowy wschód od szczytu, skąd na wschód odbiega grzbiet, który przez przełęcz Hyrczę kieruje się ku Korbani (894 m n.p.m.); poza tym są jeszcze dwa niewielkie odgałęzienia – na wschód (zwornik pomiędzy szczytem a zwornikiem Korbani) i zachód (zwornik na pn.-zach. od szczytu). Na północno-wschodnim stoku usytuowane jest źródło potoku Wołkowyjka, południowo-zachodnie zbocza opadają zaś w dolinę potoku Żukra.
Stoki są na ogół porośnięte lasem, jednak z polany na północny zachód od wierzchołka roztacza się widok na Wysoki Dział, Lesko i Góry Słonne, a po jego drugiej stronie widać okolicę Jeziora Solińskiego. Durna leży na terenie Ciśniańsko-Wetlińskiego Parku Krajobrazowego.

## Pieszy szlak turystyczny
niebieski Baligród – Durna – Łopiennik
- z Baligrodu 3.15 h (↓ 1.50 h)
- z Łopiennika 1.10 h (↓ 1.20 h)